# Stefan Sznuk
Stefan Mieczysław Sznuk (ur. 12 czerwca 1896 w Warszawie, zm. 6 maja 1986 w Ottawie) – pułkownik obserwator inżynier lotnictwa Wojska Polskiego II RP i Polskich Sił Zbrojnych, air commodore Królewskich Sił Powietrznych, brygadier Królewskich Kanadyjskich Sił Powietrznych, kawaler Orderu Virtuti Militari, w 1964 mianowany przez władze RP na uchodźstwie na stopień generała brygady. Działacz polonijny i urzędnik rządowy w Kanadzie.

## Życiorys
Był żołnierzem Armii Imperium Rosyjskiego, służąc jako oficer saperów podczas I wojny światowej. Później działał w Polskiej Organizacji Wojskowej. Ukończył studia na Politechnice Warszawskiej, uzyskując tytuł inżyniera. Po odzyskaniu przez Polskę niepodległości został przyjęty do Wojska Polskiego. Uczestniczył w wojnie polsko-bolszewickiej. Został awansowany do stopnia kapitana w korpusie oficerów aeronautycznych ze starszeństwem z dniem 1 czerwca 1919, a następnie do stopnia majora ze starszeństwem z dniem 15 sierpnia 1924. W 1923, 1924 był oficerem 1 pułku lotniczego. Od lipca 1923 do października 1924 był dowódcą 16 eskadry wywiadowczej. 1 lipca 1924 został odkomenderowany do Szkoły Pilotów w Bydgoszczy, w charakterze ucznia.
W 1928 był oficerem 4 pułku lotniczego. W 1932 był w kadrze naukowej Wyższej Szkoły Wojennej. Od listopada 1936 roku pełnił stanowisko komendanta Szkoły Podchorążych Lotnictwa w Dęblinie. Od 15 listopada 1938 roku był komendantem Centrum Wyszkolenia Lotnictwa Nr 1 w Dęblinie. Awansowany na pułkownika ze starszeństwem z dniem 19 marca 1939 roku i 3. lokatą w korpusie oficerów lotnictwa. 15 czerwca 1939 roku został wyznaczony na stanowisko komendanta Grupy Szkół Lotniczych w Warszawie.
W czasie mobilizacji w sierpniu 1939 został mianowany dowódcą lotnictwa i obrony przeciwlotniczej w Armii „Kraków”, wyznaczony także na analogiczną funkcję w Armii „Lublin” po wybuchu II wojny światowej. Po upadku polskiej wojny obronnej trafił do Rumunii i tam służył w polskiej ambasadzie. Następnie przedostał się do Francji działając jako referent lotniczy MSWojsk. Po klęsce Francji znalazł się w Wielkiej Brytanii. Posiadał numer służbowy RAF P-1472. Tam od lipca 1940 był szefem sztabu Inspektora Polskich Sił Powietrznych. Następnie był szefem Polskiej Misji Lotniczej i Polskiej Misji Wojskowej w Kanadzie od 1941 do 1945. Od 1945 do 1947 pełnił funkcje attaché wojskowego i lotniczego.
Po zakończeniu wojny i demobilizacji pozostał na emigracji w Kanadzie. Należał do koła nr 8 Stowarzyszenia Polskich Kombatantów (SPK) w Ottawie. W 1964 został mianowany przez Naczelnego Wodza na stopień generała brygady. Był przewodniczącym Rady Kongresu Polonii Kanadyjskiej. Pracował w kanadyjskim Departamencie Obrony Narodowej. Otrzymał stopień brygadiera Królewskich Kanadyjskich Sił Powietrznych.
Zmarł 6 maja 1986 w Ottawie i został pochowany na tamtejszym cmentarzu Notre Dame. Jego żoną była Stanisława (1898–1983), a ich córką Krystyna (1922–2005), po mężu Sparks.

## Ordery i odznaczenia
- Krzyż Srebrny Orderu Virtuti Militari nr 12513[15] (za wojnę 1939–1945)[16]
- Krzyż Komandorski z Gwiazdą Orderu Odrodzenia Polski (9 września 1977)[17]
- Krzyż Komandorski Orderu Odrodzenia Polski (3 maja 1972)[18]
- Krzyż Walecznych (dwukrotnie)[19]
- Złoty Krzyż Zasługi (19 marca 1937)[20][19]
- Polowa Odznaka Obserwatora nr 79 (12 grudnia 1929)[21]
- Oficer Orderu Imperium Brytyjskiego (Wielka Brytania)
- Oficer Orderu Kanady (Kanada, 18 grudnia 1970)[22]
- Medal 10 Rocznicy Wojny Niepodległościowej (Łotwa, zezwolenie w 1934)[23]